# Nick Fazekas
Nicholas Ryan Fazekas, detto Nick (ファジーカス ニコラス ライアン?, Fuzzikas Nicolas Ryan; Denver, 17 giugno 1985), è un ex cestista statunitense naturalizzato giapponese.

## Caratteristiche tecniche
Per merito della sua altezza (211 cm) viene preferito per il ruolo di centro, sa usare la schiacciata oltre a saper catturare il rimbalzo inoltre sa usare la forza del suo corpo per riuscire ad avvicinarsi al canestro anche quando è marcato. Il principale punto debole di Fazekas è la scarsa velocità, col progredire della sua carriera la sua prontezza e la sua agilità sono anche diminuite, compensa comunque con una buona precisione di tiro, sia dalla corta distanza che sfruttando la tripla.

## Biografia
È di origini ungheresi, il nonno paterno Albert era un attivista e lasciò l'Ungheria durante la rivoluzione del 1956 trasferendosi negli Stati Uniti. Nick ha frequentato la scuola superiore Ralston Valley High School in Colorado. Finito il liceo ha giocato a basket nella squadra dell'Università del Nevada nella NCAA.
È stato selezionato dai Dallas Mavericks al secondo giro del Draft NBA 2007 (34ª scelta assoluta). Nel 2008 viene ceduto ai Los Angeles Clippers ma il contratti non viene esteso alla stagione successiva, ritrovatosi a essere un free agent e non avendo trovato squadre nella NBA che lo ingaggiassero, si trasferisce in Europa tra il 2008 e il 2010 ha giocato per l'Ostenda squadra del Belgio, e poi per le squadre francesi dell'ASVEL e del Digione.
Viene ingaggiato come prima scelta per giocare con i Reno Bighorns nella NBA G League giocandovi fino al 2010. Si trasferisce in Giappone giocando nella B.League con la squadra dei Kawasaki Brave Thunders ottenendo il titolo di MVP sia nel 2012 che nel 2013.
Ottiene la cittadinanza giapponese venendo convocato nella nazionale del Giappone e ha disputato le qualificazioni per i Campionati mondiali del 2019 dove per merito di Fazekas la squadra ottiene un'importante vittoria contro la fortissima Australia per 79-78 che ha ottenuto nella partita un bilancio di 25 punti e 12 rimbalzi.